# Віденський технічний університет
Ві́денський техні́чний університе́т (нім. Technische Universität Wien, скор. TU Wien) — один з великих університетів у Відні, заснований в 1815 році під назвою «Цісарсько-королівський політехнічний інститут»; пізніше відомий як «Вища технічна школа».
У даний час в університеті 8 факультетів з 56 інститутами, що включають 21 відділення бакалаврату, 43 відділення магістратури і 3 відділення докторантури. В університеті навчаються 17 600 студентів (19 % іноземців; 30 % жінок). Штат становить 4 тис. співробітників, з них 1800 — викладацький склад. Навчальна програма та дослідницька діяльність університету зосереджена на технічних і природничих науках.
У 2005 році Віденський технічний університет зайняв 32 місце в списку найкращих технічних університетів світу, або 8-е місце в Європі.